# Anna Sara Lange
Anna Sara Lange (* 23. April 1982 in Celle) ist eine deutsche Sportmoderatorin.

## Leben und Karriere
Lange studierte in Schweden Sprachen und in Spanien Sportjournalismus. Sie spricht neben ihrer Muttersprache Deutsch aufgrund vieler Auslandsaufenthalte auch fließend Schwedisch, Spanisch, Französisch, Englisch und Italienisch. Zudem ist für sie durch ihre Schwedisch-Kenntnisse auch Norwegisch und Dänisch kein Problem. Während ihrer Studienzeit in Spanien arbeitete sie für anderthalb Jahre bei Real Madrid. Dort hat sie im Rahmen ihrer Tätigkeit unter anderem Gäste des Präsidenten empfangen und betreut, aber auch für ganz normale Fans aus aller Welt Führungen durch das Museum des Fußballvereins durchgeführt.
Nach ihrem Studium arbeitete Lange zwei Jahre für Eurosport 2 in Paris und moderierte dort eine wöchentliche Live-Bundesligasendung. 2011 berichtete sie dann für Eurosport 1 unter anderem von der FIFA Frauen-Weltmeisterschaft in Deutschland. Davor war Lange für die Sportredaktionen der Neuen Presse Hannover und des Privatradios Antenne Niedersachsen tätig. Anfang 2012 wechselte sie dann zum Fernsehsender Sky Deutschland und war dort seitdem vor allem als Field-Reporterin bei Spielen der 1. und 2. Fußball-Bundesliga zu sehen. Seit 2017 ist Lange für Sportdigital im Rahmen der Sendung Transfermarkt.tv tätig.
Im Herbst 2015 moderierte Lange den ersten „Charity Video Award“ im Theater an der Kö in Düsseldorf.

## Qualifications
| Year      | Country | Course(s)                           |
| --------- | ------- | ----------------------------------- |
| 2008-2010 | Spain   | Master of Arts in Sports Journalism |

## Football Presenter/Reporter Experience
| Year         | Programme                                      | Language(s)              | Employer                     |
| ------------ | ---------------------------------------------- | ------------------------ | ---------------------------- |
| 2008-2010    | Money Talks                                    | English, German, Spanish | Real Madrid Football Club TV |
| 2010-2012    | German Bundesliga Live, 2011 Women’s World Cup | English, German, French  | Eurosports France            |
| 2012-2017    | German Bundesliga, UEFA Champions League       | German                   | Sky TV Germany               |
| 2017-2019    | Transfermarkt.tv                               | German                   | Sportdigital                 |
| 2019-present | The TSG.TV-Magazine SPIELFELD                  | German                   | TSG Hoffenheim TV            |
| 2019-present | DFB German Cup Live                            | German, English          | German Football Association  |

## Newspaper Editor/Contributor
| Description of Job | Languages | Employer                                  |
| ------------------ | --------- | ----------------------------------------- |
| Editor/Contributor | German    | Neue Presse Hannover (New Press Hannover) |

## Hospitality/Catering/Customer Services Experience
| Year      | Description of Job                                                             | Languages | Employer                  |
| --------- | ------------------------------------------------------------------------------ | --------- | ------------------------- |
| 2008-2010 | Providing hospitality services and museum/stadium tours to guests and visitors | Various   | Real Madrid Football Club |

## Languages
| Level of Proficiency     | Languages                                                      |
| ------------------------ | -------------------------------------------------------------- |
| Native Speaker           | German                                                         |
| Fluent/Working Knowledge | Danish, English, French, Italian, Norwegian, Spanish, Swedish. |